# Чопра, Дипак
Дипак Чопра (англ. Deepak Chopra) — американский врач и писатель индийского происхождения, написавший множество книг о духовности и нетрадиционной медицине. На взгляды Дипака Чопры, по его словам, сильно повлияло учение Джидду Кришнамурти. Также на него оказали влияние учения веданты и «Бхагавадгиты».

## Биография
Чопра родился в Нью-Дели в Индии. Его отец, Кришна (Кришан или Кришнан) Чопра, был кардиологом, служил священником при местном госпитале и лейтенантом Британской армии. Дед Чопры практиковал Аюрведу. Чопра эмигрировал в США в 1968 году вместе со своей женой Ритой. В 1993 он переехал вместе с семьей в Ла-Хойю. В настоящий момент они живут в Сан-Диего со своими детьми Гаутам и Малликой.
Младший брат Чопры, Санджив, работает профессором медицины и деканом факультета Непрерывного медицинского образования в медицинском центре Beth Israel Deaconess Medical Center.
Начальное образование Чопра получил в школе Святого Колумба в Нью-Дели, потом окончил Всеиндийский Институт Медицинских наук (All India Institute of Medical Sciences, (AIIMS). Свою клиническую практику и ординатуру он проходил в Мюленбергском Госпитале в Плейнфилде (Нью-Джерси), в больнице Лэхи в Берлингтоне, Массачусетс, и в Больнице Виргинского университета. По завершении ординатуры Чопра сдал экзамен на доктора терапии и эндокринологии. В 1996 году Чопра и невропатолог Дэвид Саймон основали Чопра Центр Благополучия, в работу которого была включена Аюрведа.
Находится на четвёртом месте в списке 100 самых влиятельных духовных лидеров современности за 2012 год по версии журнала Watkins' Mind Body Spirit.

## Критика
- В 1998 году Чопре была присуждена пародийная Шнобелевская премия за приложение им квантовой физики к жизни, свободе и экономическому благополучию[7].
- Согласно Птолемею Томпкинсу, мнения представителей медицинского и научного сообществ о Чопре варьируются от безразличия до осуждения; критики утверждают, что его подход отвлекает людей от эффективного лечения.[8]
- В 2013 году он утверждал, что воинствующие скептики редактировали Википедию с целью предотвратить распространение взглядов таких фигур, как Руперт Шелдрейк[9].
- Биолог Джерри Койн ответил, что его приносящая доход деятельность разоблачена как наукообразный бред[10].

## Книги
- «Семь духовных законов успеха».
- «Жизненная энергия»
- «Как познать Бога. Путешествие души к тайне тайн»
- «Жизнь после жизни»
- «Тайна тайн. Путешествие души»
- «Исполнение желаний»
- «Третий Иисус. Иисус, которого мы не знаем»
- «Тело и ум, неподвластные времени»
- Сила внутри тебя
- «Спонтанное осуществление желаний»
- «Кама-сутра»
- «Жизнь после смерти»
- «Сила, Свобода и Благодать»
- «Семь Духовных Законов для родителей»
- «Путь к любви. Обновление Любви и Силы духа в вашей жизни»
- «Полноценный сон. Полная программа по преодолению бессонницы»
- «Идеальное пищеварение. Ключ к сбалансированной жизни»
- «Безграничная энергия»
- «Книга Тайн»
- «Огонь в сердце. Духовные законы взросления»
- «Избавление души от страха и страданий»
- «10 шагов к омоложению. Стань моложе, живи дольше»
- «Слияние душ»
- «Путь волшебника»
- «Возвращение Мерлина»
- «Владыки света» в соавторстве с Мартином Гринбергом
- «Ангел рядом» в соавторстве с Мартином Гринбергом
- «Свобода от привычек» в соавторстве с Девидом Саймоном
- «БУДДА»
- «Беременность и роды. Волшебное начало новой жизни»
- «Эффект Тени»
- «Война мировоззрений. Наука и Духовность» (в соавторстве с Лонардом Млодиновым)